# كرايغ أولدفيلد
كرايغ أولدفيلد (بالإنجليزية: Craig Oldfield)‏ (24 نوفمبر 1963 - ) هو لاعب كرة قدم بريطاني في مركز الهجوم. لعب مع كولتشستر يونايتد وبري تاون وStowmarket Town F.C. ‏ وSudbury Town F.C. ‏.